# Sinularia prodigiosa
Sinularia prodigiosa is een zachte koraalsoort uit de familie Alcyoniidae. De koraalsoort komt uit het geslacht Sinularia. Sinularia prodigiosa werd in 1977 voor het eerst wetenschappelijk beschreven door Verseveldt. 